# NGC 3547
NGC 3547 is een spiraalvormig sterrenstelsel in het sterrenbeeld Leeuw. Het hemelobject werd op 11 maart 1784 ontdekt door de Duits-Britse astronoom William Herschel.

## Synoniemen
- UGC 6209
- MCG 2-29-7
- ZWG 67.19
- PGC 33866